# Robert Kopacki
Robert Kopacki (ur. 9 lutego 1967 w Piotrkowie Trybunalskim) – generał brygady Wojska Polskiego, od 14 marca 2017 zastępca dowódcy Komponentu Wojsk Specjalnych.

## Życiorys

### Wykształcenie
Absolwent Wyższej Szkoły Oficerskiej im. Tadeusza Kościuszki oraz Akademii Obrony Narodowej. Na Akademii Obrony Narodowej ukończył studia podyplomowe na kierunku Organizacja i Zarządzanie – Dowodzenie Wojskami z zakresu bezpieczeństwa publicznego i zarządzania kryzysowego. Absolwent Uniwersytetu Pedagogicznego w Krakowie na kierunku Bezpieczeństwo Publiczne i Zarządzanie kryzysowe.

### Służba wojskowa
Robert Kopacki w 1987 rozpoczął studia wojskowe we Wrocławiu w Wyższej Szkole Oficerskiej im. Tadeusza Kościuszki, którą ukończył w 1991 i mianowany został na pierwszy stopień oficerski podporucznika. Od początku był związany z wojskami powietrznodesantowymi. Służbę zawodową rozpoczął w 1991 na stanowisku dowódcy plutonu, następnie dowódcy kompanii szturmowej 6 batalionu 6 Brygady Desantowo-Szturmowej. W latach 2000–2007 zajmował stanowisko oficera i szefa sekcji operacyjnej sztabu 6 Brygady Desantowo-Szturmowej. W 2004 pełnił służbę jako oficer planowania sekcji operacyjnej w ramach PKW Irak. 
Od 2008 w GROM pełnił funkcje szefa wydziału operacyjnego „G”. Od 2011 szef sztabu. Na przełomie 2010/2011 był zastępcą szefa oddziału w Dowództwie Wojsk Specjalnych. W okresie od 8 września 2016 do 14 marca 2017 był dowódcą Jednostki Wojskowej GROM. Od 14 marca 2017 jest zastępcą dowódcy Komponentu Wojsk Specjalnych. W lutym roku 2022 rozpoczął kolejną kadencję na tym stanowisku. 10 listopada 2022 prezydent RP Andrzeja Dudy mianował go na stopień generała brygady.

## Awanse
- podporucznik – 1991[2]

(...)
- generał brygady – 10 listopada 2022[6]

## Ordery, odznaczenia i wyróżnienia[2]
- Srebrny Medal za Długoletnią Służbę
- Gwiazda Iraku
- Złoty Medal „Siły Zbrojne w Służbie Ojczyzny”
- Odznaka Skoczka Spadochronowego Wojsk Powietrznodesantowych
- Odznaka Honorowa Wojsk Specjalnych
- Wojskowa Odznaka Sprawności Fizycznej
- Odznaka pamiątkowa 6 BDSz
- Odznaka GROM
- Odznaka absolwenta AON
- Medal Pamiątkowy Wielonarodowej Dywizji Centrum-Południe w Iraku

i inne